# Македонска военноинспекционна област
Македонската военноинспекционна област е административна област, формирана върху овладените от българските войски части от Македония и Косово през Първата световна война (1915—1918).

## Формиране и структура
Македонската военноинспекционна област е образувана на 8 декември 1915 г. със седалище в Скопие. Включва девет административни окръга: Скопски, Кумановски, Тетовски, Щипски, Тиквешки (Кавадарски), Битолски, Охридски, Призренски и Прищински с обща площ от 33 513 km2 и население от 1 256 000 души. От 1915 година при управлението на областта са формирани отделения „Полска тайна полиция“ и „Цензурни комисии в околийските центрове“. От 1916 на щаба на областта са подчинени една планинска дивизия, военно-полеви съдилища в Скопие и Прилеп (1916), местни военни болници, санитарен склад, разходни и базисни магазини (1916), бюро за издирване и поддържане на военните гробове. От 6 юни 1918 областта е разделена на окупационни райони, а от 11 август същата година – Скопска и Щипска дивизионни области с по пет полкови военни окръжия.
Началници на военно-инспекционната област последователно са генерал Рачо Петров (от декември 1915 до 30 октомври 1916), генерал Православ Тенев (до 15 януари 1917) и генерал Стефан Тошев. От 1918 г. е завеждащ съобщенията в Македонската военноинспекционна област е генерал Симеон Янков.
След Солунското примирие, на 7 октомври 1918 щабът на Македонската военно-инспекционна област е установен в София. Областта е формално разформирована на 16 декември 1918 година.